# La Fleur de l'âge (film, 1947)
Pour les articles homonymes, voir La Fleur de l'âge.
Pour plus de détails, voir Fiche technique et Distribution.
La Fleur de l'âge est un film inachevé de Marcel Carné de 1947 dont le scénario s'inspirait des circonstances de la révolte d'adolescents détenus au bagne d'enfants de Belle-Île-en-Mer survenue en (1934), alors que Jacques Prévert se trouvait sur place et dont, fortement impressionné par cet épisode, il tirera plus tard le poème Chasse à l'enfant.

## Historique

### Scénario
Le film reprend le scénario écrit par Jacques Prévert, pour un précédent projet que Carné aurait dû alors tourner sous le titre l'Île des enfants perdus (1937). Le scénario s'inspirait de l'histoire d'une révolte d'adolescents détenus au bagne d'enfants de Belle-Île-en-Mer (1934), lors de laquelle les autorités organisèrent, pour récupérer les fugitifs, une chasse avec prime à laquelle participèrent habitants et touristes. Peu après cet événement, et avant d'entreprendre ce scénario, Prévert écrivit le poème La Chasse à l'enfant, que Joseph Kosma mettra ensuite en musique.

### Tournage, montage
Une vingtaine de minutes de la Fleur de l'âge auraient été montées. Dans une interview de la revue Cinématographe (numéro 108, mars 1985), Arletty explique que près de la moitié du film a été tourné. Sur la raison de l'arrêt de la production, elle dit « c'était fini, c'était raté, et voilà. Cela arrive dans la vie, pour les plus grands trucs... »
De ce film ne restent que les photographies de plateau, prises par Émile Savitry.

## Fiche technique
- Titre : La Fleur de l'âge[3]
- Réalisateur : Marcel Carné
- Scénario : Jacques Prévert et Marcel Carné
- Images : Roger Hubert
- Photographies : Émile Savitry
- Décors : Alexandre Trauner
- Musique : Joseph Kosma
- Assistant réalisateur : Paul Feyder
- Tournage : mai 1947 à Belle‑Île‑en‑Mer

## Distribution
- Serge Reggiani : Petit-Louis
- Anouk Aimée : Barbara
- Arletty : Florence
- Martine Carol : Bobette minou
- Jean-Roger Caussimon : « La Chèvre »
- Claude Romain : Pierrot
- Huguette Faget : ?
- Margo Lion : Marie-Christine
- Paul Meurisse : Monsieur Garnier
- Pierre Trabaud : Dodoche
- Julien Carette : « Le Parisien »
- René Blancard : le directeur
- Lucien Raimbourg : Poléon
- Jacques Fonson : « Le Chou »
- Maurice Teynac : Michel Brabant
- Ivan Desny : Olivier Pavanne
- Jean Tissier : Toto Lavendier